# 세이커
세이커(Saker)는 컬버린 보다 작고 팔코네트보다는 큰 중형 캐넌류 포이다. 16세기에 개발되었으며 영국군에서 애용하였다. 중동 원산의 커다란 매인 세이커매(Saker Falcon)에서 이름이 유래했다.

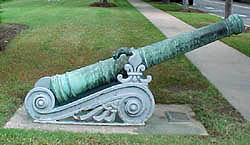
1686년에 제작된 에스파냐 세이커포.

포신 길이는 약 9.5 피트(2.9 미터)이고, 구경은 약 3.25 인치(8.26 센티미터)에 무게는 약 1900 파운드(860 킬로그램) 정도였다. 약 1.8 킬로그램의 흑색화약을 사용하여 2.4 킬로그램짜리 구형 포환을 약 2.3 킬로미터까지 쏘아보낼 수 있었다. 폭발물을 발사하기보다, 발사체가 지면 곳곳에 튀어오르게 만들어서 피해를 유발하도록 설계되었다. 1950년대 프랑스에서 시험 발사해본 결과 셰이커의 사정거리는 앙각 45도에서 9000 피트(2.7 킬로미터)였다.